# الجزيرة الشرقية (المنوفية)
الجزيرة الشرقية إحدى قرى مركز الباجور التابع لمحافظة المنوفية في جمهورية مصر العربية.

## السكان
بلغ عدد سكان الجزيرة الشرقية 2,778 نسمة، حسب الإحصاء الرسمي لعام 2006.